# Пимента, Луиш
Луи́ш Беркеме́йер Пиме́нта (порт. Luís Berkemeier Pimenta; 25 сентября 1981 года, Лиссабон, Португалия) — португальский футбольный тренер.

## Биография
Родился в Лиссабоне в семье португальца и немки. В пять лет вместе с родителями переехал в Люксембург. Уже в 15 лет Пимента поступил на тренерские курсы УЕФА. Долгое время португалец работал в юношеском футболе. Некоторое время он трудился в академиях английских «Ливерпуля» и «Манчестер Юнайтеда».
В 2011 году Пимента переехал в Норвегию. Вначале он входил в тренерский штаб клуба «Хёнефосс», а затем специалист самостоятельно возглавил команду Первого дивизиона «Конгсвингер», с которой он в 2016 году сенсационно дошел до финала Кубка страны. Через два года португалец безуспешно работал с выступавшей в шведском Аллсвенскане «Броммапойкарной».
Зимой 2019 года тренер возглавил латвийскую «Ригу». Однако 2 марта, ещё до старта чемпионата страны, Пимента был отправлен в отставку со своего поста.

## Достижения
- Финалист Кубка Норвегии по футболу (1): 2016.